# برج نیازمند
برج نیازمند مربوط به دوره قاجار - ۱۰۰ سال است و در راور، خیابان قدس، بعد از کوچه قدس ۱، اولین گذر خاکی به سمت باغات خشک شده، کد پستی ۷۶۵۱۶ واقع شده و این اثر در تاریخ ۲۷ اسفند ۱۳۸۷ با شمارهٔ ثبت ۲۶۲۶۱ به‌عنوان یکی از آثار ملی ایران به ثبت رسیده است.